# Великі Мокряни
Великі Мокря́ни — село в Україні, у Яворівському районі Львівської області. Населення становить 95 осіб.

## Населення

### Мова
Розподіл населення за рідною мовою за даними перепису 2001 року:
| Мова       | Кількість | Відсоток |
| ---------- | --------- | -------- |
| українська | 191       | 99.48%   |
| російська  | 1         | 0.52%    |
| Усього     | 192       | 100%     |